# Nervio oftálmico
El nervio oftálmico  o de Willis es una prolongación nerviosa puramente sensitiva, una de las tres ramas terminales del nervio trigémino o V par craneal. El nervio se origina justo en la región anterior y medial del ganglio del nervio trigémino y llega a la órbita por la pared externa del seno cavernoso, después de haber dado su ramo tentorial sensitivo (nervio recurrente de Arnold), para finalmente dividirse en tres ramas, que penetran en la órbita por la hendidura esfenoidal. Estas ramas son los nervios nasociliar, frontal y lagrimal.

## Nervio nasociliar
Antes llamado nervio nasal, es el mayor y más interno de los tres, atraviesa la hendidura esfenoidal para luego penetrar en el anillo de Zinn en su parte interna, gana la pared interna de la órbita dirigiéndose hacia delante entre los músculos recto medial y el oblicuo superior hasta el foramen etmoidal anterior (antes agujero orbitario interno anterior) donde se divide en sus ramas terminales. 
Ramas colaterales. Son tres principales: 
1. La raíz sensitiva del ganglio ciliar, filete largo y delgado.
2. Los nervios ciliares largos, en número de dos, tres, o cuatro, que se unen al grupo de los nervios ciliares cortos salidos del ganglio ciliar.
3. Nervio etmoidal posterior o filete esfenoetmoidal, que se introduce en el foramen etmoidal posterior (antes agujero orbitario interno posterior) y termina inervando la mucosa del seno esfenoidal y de las celdas etmoidales posteriores.

Ramas terminales. Son dos: 
1. Infratroclear o nasal externa, que se distribuye por la región palpebral interna, en las vías lagrimales y en la piel de la parte superior del dorso de la nariz.
2. Etmoidal anterior o nasal interna, que a nivel del foramen del mismo nombre penetra en lascavidad craneal y luego en las fosas nasales a través de la lámina cribosa del etmoides; se distribuye en la parte anterior de las cavidades nasales por dos ramos, uno medial para el tabique y el otro lateral para la pared externa de las fosas nasales y la piel del lóbulo de la nariz.

## Nervio frontal

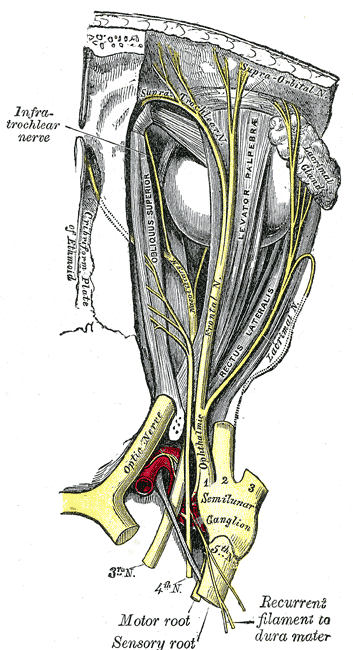
Ramas frontal y lacrimal del nervio oftálmico en su tryecto por la órbita.

Penetra en la órbita por la hendidura esfenoidal y se divide en dos ramos: ramo frontal externo, que se distribuye por la región frontal, el párpado superior y por el seno frontal; y ramo frontal interno, que se distribuye por la pared interna de la región frontal, del párpado superior y la nariz.
Las dos ramas se llaman nervio supratroclear y supraorbitario e inervan la conjuntiva, el seno frontal y la parte central y medial del párpado superior, la frente, la piel de la base de la nariz.

## Nervio lagrimal
Penetra en la órbita por la parte más externa de la hendidura esfenoidal, sigue la pared externa de la órbita por encima del músculo recto lateral, se anastomosa con el nervio patético y con un filete del nervio maxilar superior gracias al ramo comunicante. A la glándula lagrimal lleva la información sensitiva y conduciendo la información simpática y parasimpática, esta información proviene del tronco simpático mediante el ganglio cervical superior y otros pares craneales, respectivamente (el nervio conduce información procedente de otros nervios) . Al párpado superior, enviado un filete sensitivo para inervar el tercio lateral del párpado superior